# エンジェル・アイズ (1946年の曲)
「 エンジェル・アイズ 」（Angel Eyes）は、マット・デニスが作曲した1946年のポピュラー曲で、歌詞はアール・ブレントが書いた。1953年の映画ジェニファーで紹介された。マットが歌を歌い、ピアノに合わせてアイダ・ルピノやハワード・ダフなどが踊っている。 

## 構成
「エンジェル・アイズ」は解釈に影響を与え、ジャズ・スタンダードの1つとなる。多くの歌手がこの曲のバージョンを録音しており、 特にエラ・フィッツジェラルドは、この曲を気に入り、何度も収録したという。 

## 主な収録アーティスト
- エラ・フィッツジェラルド
- ウィリー・ネルソン
- アニタ・オディ
- バリー・マニロウ
- ジム・ホール
- ロバータ・フラック
- ナット・キング・コール
- フランク・シナトラ
- キャロル・スローン
- ジューン・クリスティ
- ジョニー・マティス
- ケニー・バレル
- ディヴ・ブルーベック
- カーメン・マクレエ